# Mělnické kulturní centrum
Mělnické kulturní centrum, o.p.s., zkráceně Mekuc, bylo založeno na základě rozhodnutí města Mělník, které se také stalo zakladatelem společnosti. Úkolem tohoto informačního centra je zabezpečovat všem občanům a institucím přístup ke kulturním hodnotám a informacím obsaženým v knihovních a informačních fondech, zajišťovat přístup ke kultuře a vzdělávání a poskytovat ucelený soubor turistických informací o městě Mělníku a jeho okolí. Od roku 2012 Mekuc zajišťuje činnost Masarykova kulturního domu Mělník, Městské knihovny Mělník a Turistického informačního centra. V roce 2013 začala společnost provozovat také galerii a café Ve Věži. Kromě programů a aktivit, které společnost připravuje v rámci činnosti svých čtyř poboček, se Mekuc aktivně zapojuje do spolupořádání projektů pro širokou veřejnost společně s městem a dalšími subjekty. Na základě této spolupráce jsou připravovány například Mělnické kulturní léto, Mělnické vinobraní, vánoční trhy, Den města a mnoho dalších.

## Pobočky
Mekuc poskytuje služby veřejnosti ve čtyřech pobočkách.

### Masarykův kulturní dům
U Sadů 323, 276 01 Mělník

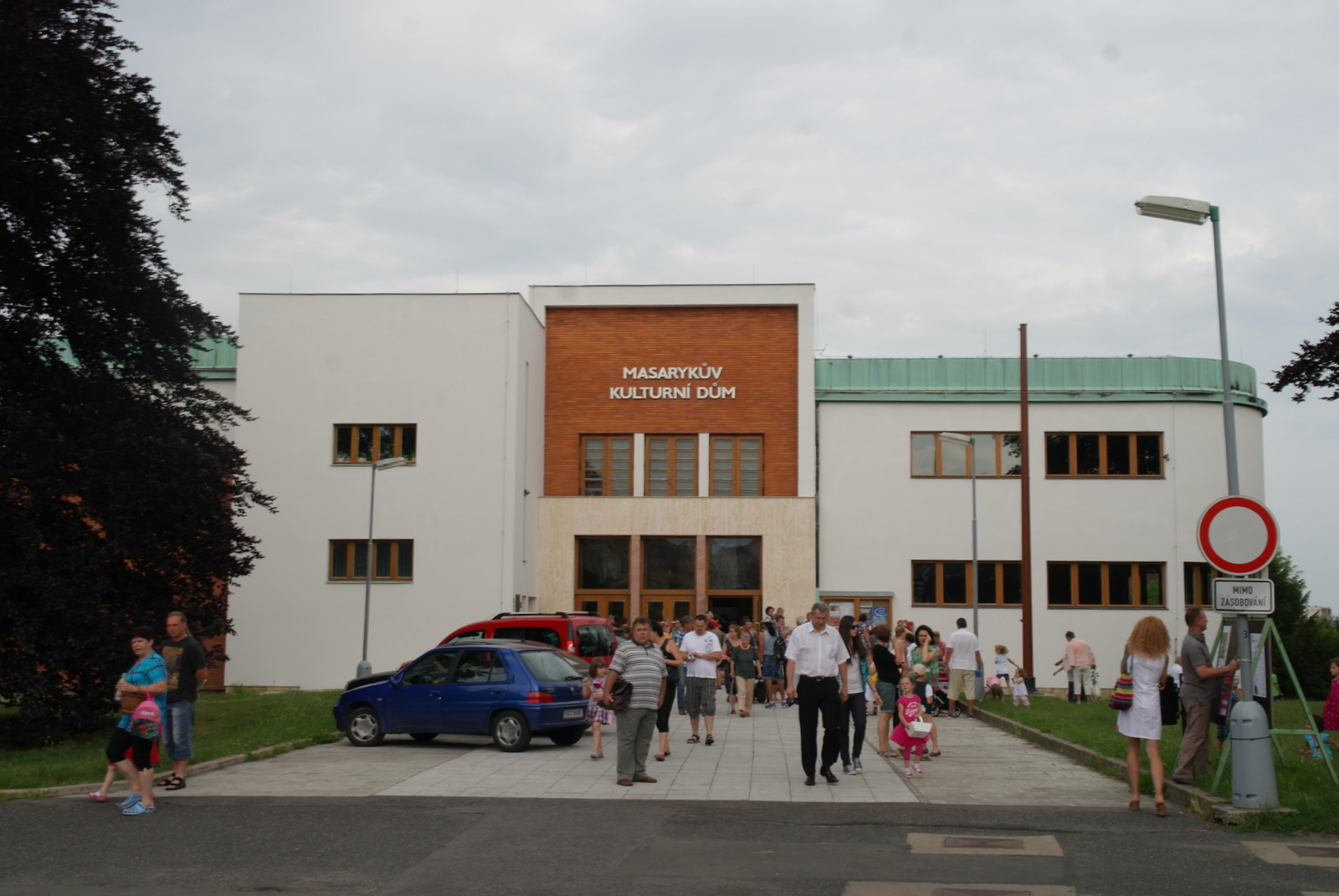
Masarykův kulturní dům, sídlo Mekuc.

Masarykův kulturní dům z roku 1936 je státem chráněnou památkou a sídlem obecně prospěšné společnosti Mělnické kulturní centrum – Mekuc. Kulturní pořady a další programy se odehrávají v divadelním, hudebním Dramaturgická koncepce programů má postihnout nejen reprezentativní průřez kvalitními hudebními, divadelními i vzdělávacími programy pro děti a dospělé všech věkových kategorií, ale zároveň zajistit, aby se kulturní dům stal vyhledávaným místem k aktivnímu trávení volného času i odpočinku.
Architekti: Josef Širc, Bedřich Zeman, Jan Bohuslav Zelený
Realizace: 1935–1936
Jedná se bezpochyby o nejvýznamnější objekt postavený v moderním stylu na Mělníku. Už jeho umístění jako dominantní ukončení osy ulice 28. října vypovídá o významu této budovy. Ze základní hmoty objektu vystavěném v duchu funkcionalistického purismu vybíhají kubické části různých velikostí, které nejen plní svou interiérovou užitkovou funkci, ale zároveň zjemňují měřítko objektu. Jemnější členění je následně doplněno použitím tří základních materiálů na fasádě – omítka, kámen, cihelný obklad. Těmito architektonickými prvky se jeví celá budova menší, než ve skutečnosti je, a celkově lépe zapadá do okolní vilové čtvrti. Pokud je velmi povedený exteriér objektu, tak stejně, ne-li lépe, je řešen interiér s dominantním schodištěm a sochou T. G. M. od Vincence Makovského na mezipodestě.

### Galerie Ve Věži

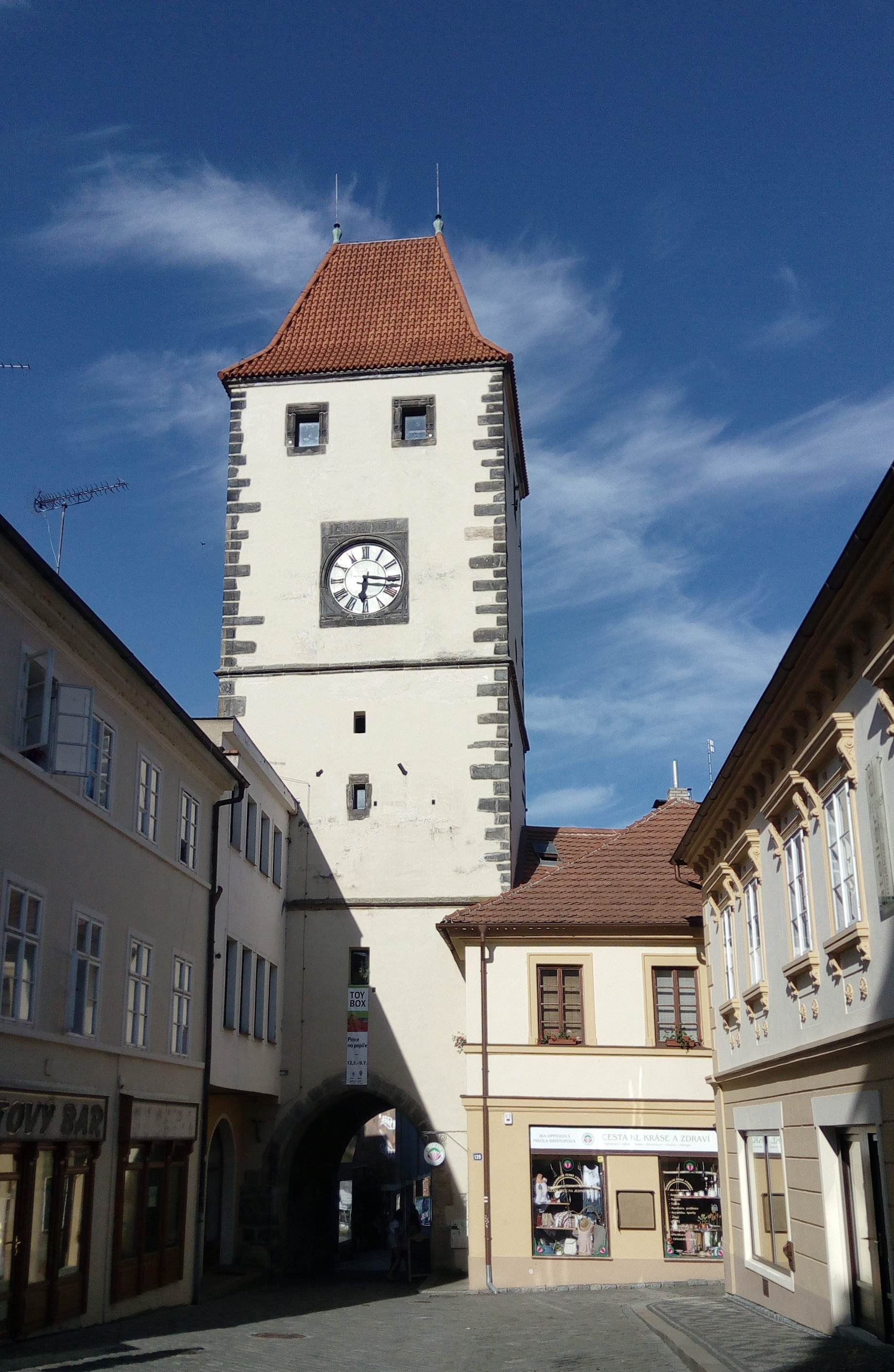
Pražská brána, sídlo galerie Ve Věži.

Pražská brána, ulice 5. května, 276 01 Mělník
Galerie Ve Věži, jejíž provoz zahájil Mekuc v průběhu června 2013, láká své návštěvníky na kvalitní výstavní program současného umění. Na koncepci výstavního programu spolupracuje Mekuc s externí kurátorkou a výtvarnicí Silvií Belis.  Oslovuje především mladé umělce a z jejich tvorby představuje návštěvníkům mělnické Pražské brány současné výtvarné techniky včetně ilustrace a komiksu. Galerie a kavárna Ve Věži je držitelem Certifikátu výjimečnosti Trip Advisor.

### Městská knihovna Mělník
nám. Karla IV. 3359, 276 01 Mělník
Městská knihovna Mělník je veřejná knihovna s univerzálně budovaným fondem. Od 1. 7. 2012 je knihovna součástí Mělnického kulturního centra, o.p.s. V současné době má čtyři oddělení, která slouží čtenářům v hlavní budově (oddělení pro studující s informačním centrem, oddělení pro dospělé, oddělení pro děti a dětský čtenářský klub. Své pobočky má v mělnických čtvrtích Slovany a Chloumek. Nabízí připojení na internet, kopírování, tvořivé dílny pro děti a besedy pro školy. Funguje zde bibliograficko-informační služba, meziknihovní výpůjční služba, rezervace a půjčování knih.

### Turistické informační centrum Mělník
Legionářů 51, 276 01 Mělník
Turistické informační centrum poskytuje potřebné informace o městě a jeho nejbližším okolí, distribuuje  a samo se podílí na vytváření bezplatných informačních materiálů o městě a regionu. V TIC lze zakoupit mapy, průvodce, publikace i propagační nebo dárkové předměty s motivem Mělníka.

## Uspořádání společnosti

### Organizační struktura společnosti
- Oddělení centrální správy
- Programové oddělení
- Oddělení propagace, marketingu a styku s veřejností
- Oddělení poskytování knihovních a vzdělávacích služeb

### Řídicí orgány společnosti
Správní rada
- Bc. Vladimír Líbal – předseda správní rady
- PhDr. Petr Volf
- Mgr. Zuzana Syrová
- Ing. Jiří Čermák
- Jarmila Erbanová
- Martin Klihavec
- Mgr. Milan Schweigstill
- Tomáš Trejbal
- Mgr. Jiřina Liptáková

Dozorčí rada
- Miroslav Ullman – předseda dozorčí rady
- Ing. Jan Faltys
- Jan Petrželka

Ředitelka společnosti
- Ing. Radka Kareisová